# Ananke (måne)
Ananke (JXII) är en av Jupiters månar. Den upptänktes av Seth Barnes Nicholson på Mount Wilson-observatoriet 1951 och är uppkallad efter Ananke som var nödvändighetens gudinna i den grekiska mytologin och blev mor till Adrastea genom Zeus.
Ananke fick inte sitt nuvarande namn förrän 1975; innan dess var den enbart känd som "Jupiter XII".
Den har givit namn åt Ananke-gruppen som är en grupp av oregelbundna månar som roterar kring Jupiter i retrograda banor på ett avstånd mellan 19 300 000 km och 22 700 000 km och med en lutning på cirka 150°. 